# DVD Shrink
DVD Shrink ist ein Computerprogramm, das Video- und Audiodaten von einer DVD auf die Festplatte eines PCs transferieren kann. Gleichzeitig können, falls erwünscht, die Videodaten recodiert und dabei komprimiert werden, um ihren Speicherplatzbedarf zu verringern. DVD Shrink ist Freeware und damit frei von Lizenzgebühren erhältlich. Das Programm wird seit Mai 2005 nicht mehr weiterentwickelt. Vom Namen her ähnliche Versionen wie DVD Shrink 2010 sind in der Regel Betrugsversuche, sogenannte Scams.
DVD Shrink kann beispielsweise Filme, die auf Double-Layer-DVDs (zweilagigen DVDs) gespeichert sind, auf Wunsch von 8,5 Gigabyte auf 4,7 Gigabyte, so komprimieren, dass sie schließlich auch auf einschichtige DVDs gebrannt werden können. Das geschieht in erster Linie durch Videokomprimierung mit minimalem Qualitätsverlust. Der Qualitätsverlust kann allerdings höher als bei regulären MPEG-2-Encodern sein.
Alternativ bietet DVD Shrink statt Komprimierung auch die „Verkürzung“ der Videodaten an, d. h., dass ausgewählte, nicht-benötigte DVD-Inhalte (wie zum Beispiel Vor- und Abspann) beim Brennen weggelassen werden können. Da das aber nicht die zentrale Funktionalität des Programms ist, ist es hier auch nicht so ausgereift, so dass z. B. die originalen Menüs bei dieser Art der „Komprimierung“ nicht mit ihrer vollen Funktion beibehalten werden können. DVD Shrink bietet in diesem Rahmen standardmäßig eine Funktion an, bei der nur der Hauptfilm einer DVD transferiert wird. Zusätzlich können nicht erwünschte, bspw. fremdsprachige Ton- und Untertitelspuren entfernt werden, um mehr Platz für die Videodaten zu gewinnen.
Für eine ausgefeiltere Komprimierung durch Weglassen sind aber andere Programme (sog. IFO-Editoren, die die Menü-Dateien bearbeiten) geeigneter.
DVD Shrink ist außerdem in der Lage, mit CSS verschlüsselte DVDs auszulesen und in ungeschützter Form wieder abzuspeichern. DVD Shrink ist jedoch nicht in der Lage, Video-DVDs von Kopierschutzmechanismen wie zum Beispiel ARccOS oder Macrovision zu befreien. Das Umgehen wirksamer technischer Schutzmaßnahmen ist unter anderem in der Europäischen Union nicht zulässig (siehe für Deutschland etwa § 95a Urheberrechtsgesetz, für Österreich § 90c Urheberrechtsgesetz). DVD Shrink wird daher auf der offiziellen Webseite nicht mehr zum Download angeboten, wenn die deutschsprachige Lokalisierung gewählt wurde. Betrachtet man die offizielle Website dagegen in englischer Sprache, ist der Download nach wie vor möglich.
Am 4. Dezember 2004 schob der Autor auf Bitten der Community eine „CSS-free“ benannte, englische EXE nach, deren Funktionalität auf nicht CSS-geschützte DVDs beschränkt ist und somit auch in Ländern gehostet werden kann, in denen die Umgehung eines Kopierschutzes verboten ist. Diese falsche Bezeichnung – schließlich wird DeCSS benötigt um CSS zu umgehen – wurde dann am 31. Mai 2005 mit Erscheinen der offiziellen deutschen Version „DVD Shrink DeCSS-Frei“ korrigiert.